# Martin Jonas
Martin Jonas (* 8. November 1884 in Stettin; † 14. April 1945 in Leipzig) war Senatspräsident beim Reichsgericht.

## Leben
Er war der Sohn eines Gymnasialprofessors und evangelisch. Er legte 1906 die erste Staatsprüfung („Auszeichnung“), die zweite 1912 („gut“) ab. Er wurde im selben Jahr Assessor am Amtsgericht Ueckermünde. Dann wurde er 1912 Hilfsarbeiter im Reichsjustizministerium. Bei Ausbruch des Kriegs 1914 wurde er Amtsrichter am Amtsgericht Halle/Saale. Im Krieg war er Oberleutnant der Reserve und Bataillonsführer. In der Weimarer Republik machte er schnell Karriere. 1919 wurde er Landrichter beim Landgericht III Berlin. Im Mai 1920 wurde er wieder Hilfsarbeiter im Reichsjustizministerium. 1923 wurde er zum Kammergerichtsrat ernannt, 1923 Oberregierungsrat, 1924 Ministerialrat im Reichsjustizministerium. Er stand im Ministerium dem Referat 8, der Abteilung IV (Bürgerliches Recht und Rechtspflege) vor, die für Fragen des Zivilprozesses zuständig war. In den damaligen Zivilprozessrechtsreformen hat er sich einen guten Ruf erworben, so dass er 1925 den angesehenen Kommentar von Stein übernahm und bis 1943 bearbeitete. Der „Stein/Jonas“ wurde nach 1933 nur „Jonas“, genannt, da Stein jüdische Vorfahren hatte.

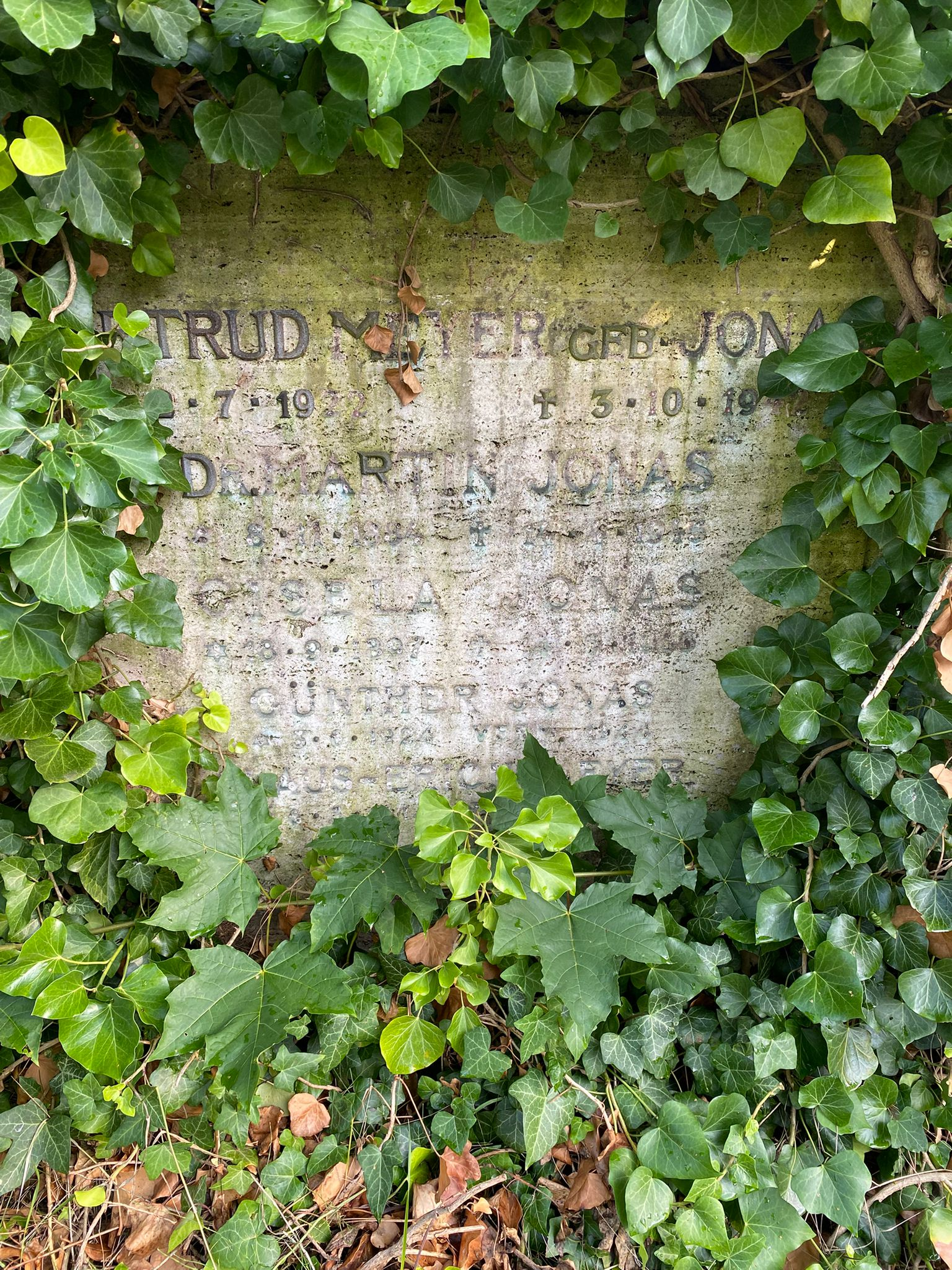
Grabstätte auf dem Friedhof Zehlendorf

Jonas trat 1933 dem NSRB und RDB sowie 1934 der NSV bei. Zum 1. Januar 1937 wurde er Förderndes Mitglied des NSFK, am 25. September 1939 beantragte er die Aufnahme in die NSDAP und wurde zum 1. Januar 1940 aufgenommen (Mitgliedsnummer 7.934.784). In der Regimezeit wurde er auf Vorschlag des Staatssekretärs Schlegelberger Senatspräsident am Reichsgericht im Mai 1938 und trat den Dienst im IV. Zivilsenat  im Juli an. Er gilt als Rassist, Nationalsozialist und willfähriger Vollstrecker des Regimes, da er in seinen juristischen Abhandlungen den Nationalsozialisten huldigte und der IV. Zivilsenat als eilfertig gegenüber den Wünschen des Justizministeriums galt. Am 14. April 1945 verstarb er durch Suizid. Max Friedlaender, jüdisches Vorstandsmitglied des Deutschen Anwaltvereins erinnert sich 1939 an die Person:

„Ministerialrat Dr. Jonas, der ihn [sc. den ZPO-Kommentar Stein/Jonas] [...] fortsetzte und zwar in anerkennenswert gewissenhafter Weise [...] ist derselbe Mann (der mir übrigens noch 1934 die neueste Auflage seines Kommentars zur Zivilprozeßordnung dedizierte), [der] im Jahre 1935 oder 1936 einen Artikel veröffentlichte, in dem er die "jüdische" Rechtsanwaltschaft beschuldigte, den Anwaltsstand ethisch heruntergebracht zu haben [...].“

Jonas’ Grabstätte befindet sich auf dem Friedhof Zehlendorf. Sie ist verwaist, am Grabstein fehlen zahlreiche Buchstaben und Zahlen. Name und Lebensdaten sind aber noch erkennbar.

## Ehrungen
- Im Ersten Weltkrieg Eisernes Kreuz II. und I. Klasse, Verwundetenabzeichen Schwarz
- 26. Juni 1938 Silbernes Treudienst-Ehrenzeichen
- 29. März 1943 Goldenes Treudienst-Ehrenzeichen